# Rochester Hills
Rochester Hills je město ve Spojených státech amerických. Nachází se v okrese Oakland County ve státě Michigan. Ve městě žije obyvatel a jeho rozloha činí . Je předměstím Detroitu, od jehož centra leží asi 40 kilometrů severně. Na jihu sousedí s městem Troy.
V roce 2024 ve městě došlo k masové střelbě.

## Rodáci
- Alec Martinez (* 1987) – americký hokejista